# Гебенсторф
Гебенсторф (нем. Gebenstorf) — коммуна в Швейцарии, в кантоне Аргау.
Входит в состав округа Баден-Аргау. Население составляет 4474 человека (на 31 декабря 2007 года). Официальный код — 4029.

## Известные жители и уроженцы
- Даниэль Жигакс — швейцарский футболист

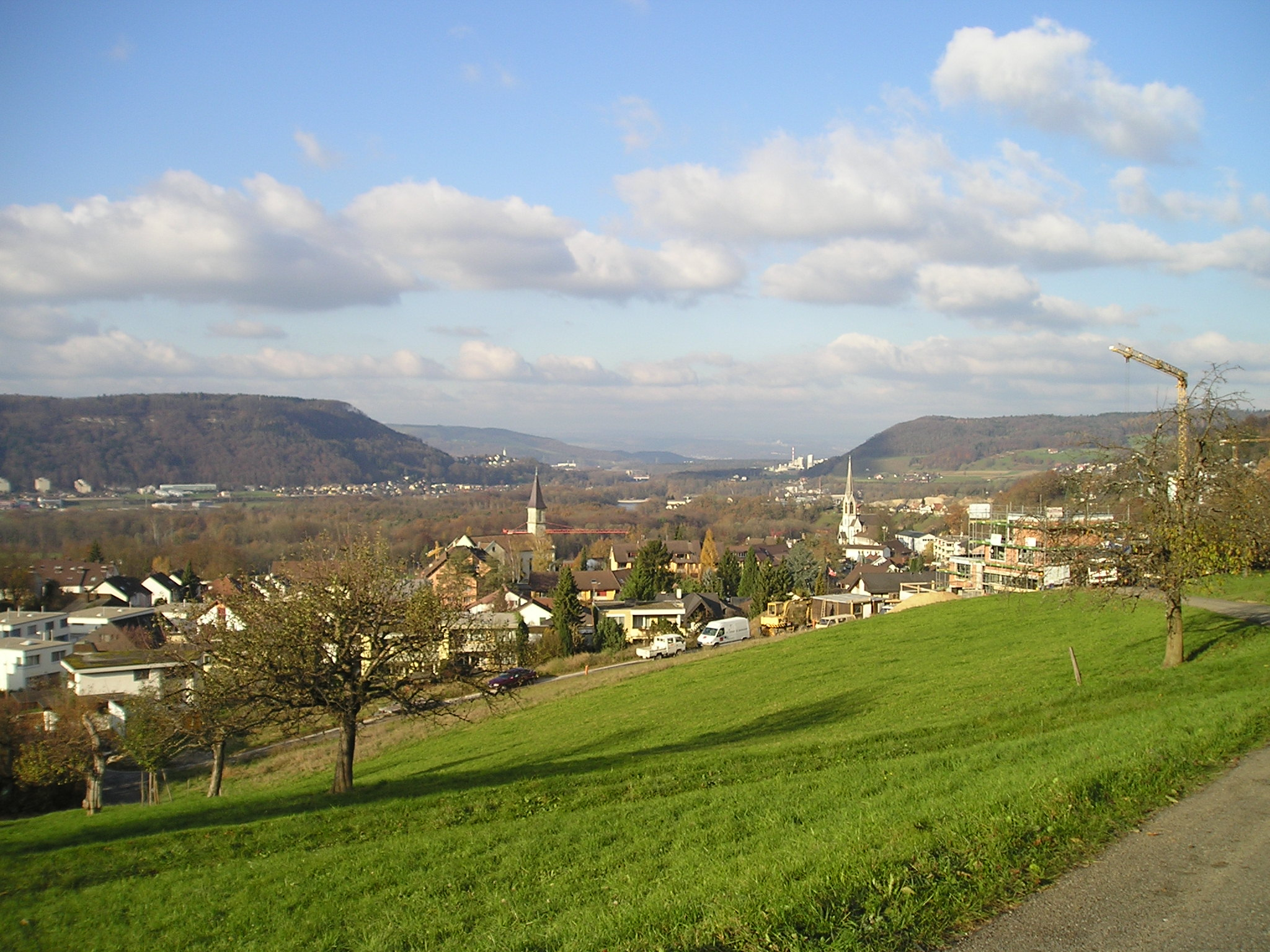
Гебенсторф

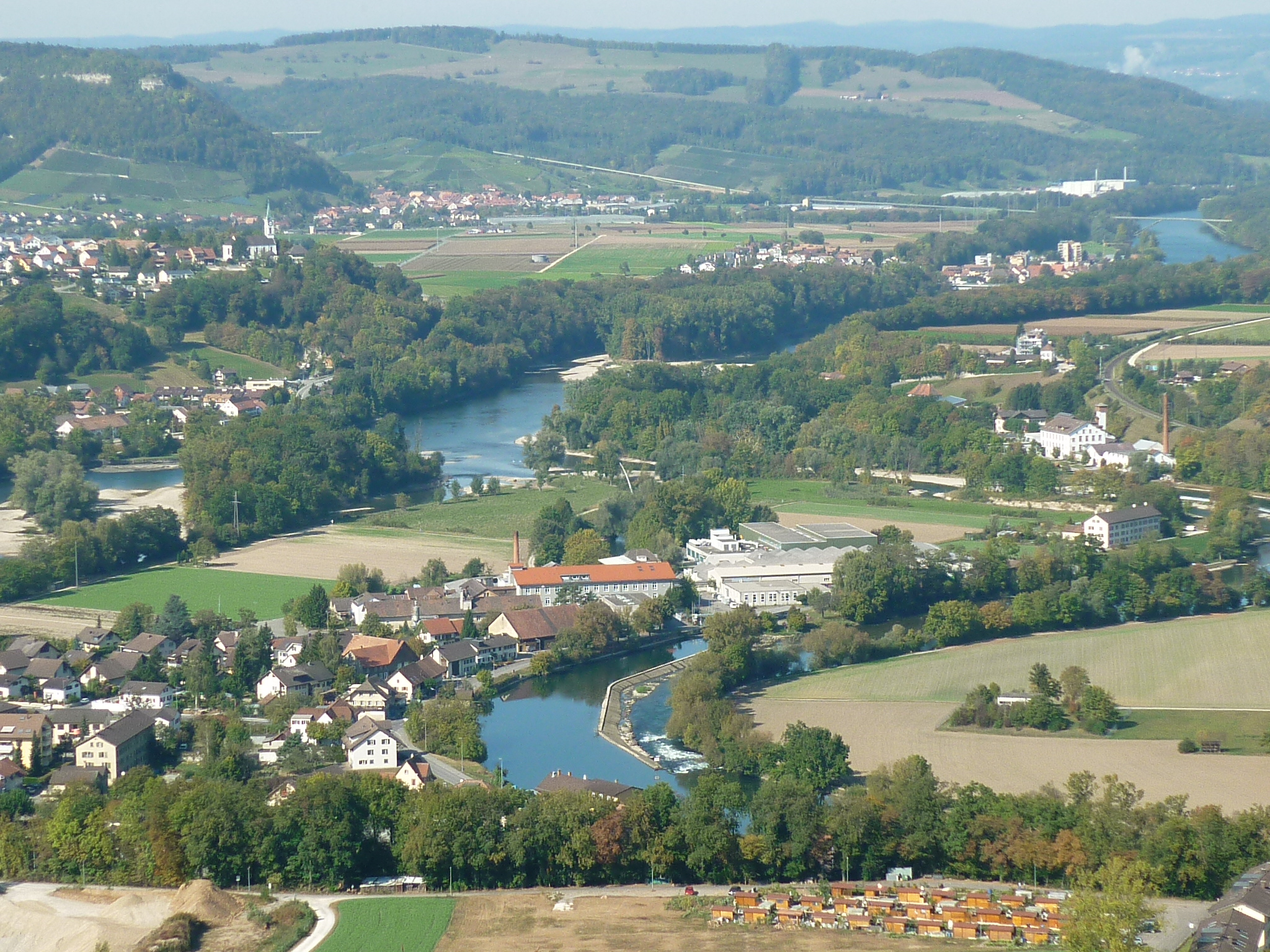
Гебенсторф